# Gymnotus sylvius
Gymnotus sylvius är en fiskart som beskrevs av Albert och Fernandes-matioli, 1999. Gymnotus sylvius ingår i släktet Gymnotus och familjen Gymnotidae. Inga underarter finns listade i Catalogue of Life.